# Masia de Sant Lleïr
La masia de Sant Lleïr és una masia del municipi de Mura, al Bages. És a uns 640 m d'alçada, a un contrafort de ponent de la serra de Sant Lleïr, la qual discorre de sud a nord des dels peus del vessant nord del Montcau (1.056 m) cap a Talamanca. Molt proper a la masia de Sant Lleïr, a uns 200 m cap a llevant, hi ha les restes del castell de Mura (700,7 m).
Es troba a uns 300 m de distància a l'oest de la carretera BV-1221, la qual va, de sud a nord, de Terrassa (al Vallès Occidental) a Navarcles (al Bages). És a dins del límit del Parc Natural de Sant Llorenç del Munt i l'Obac.
És inclosa en l'Inventari del Patrimoni Arquitectònic de Catalunya.

## Descripció

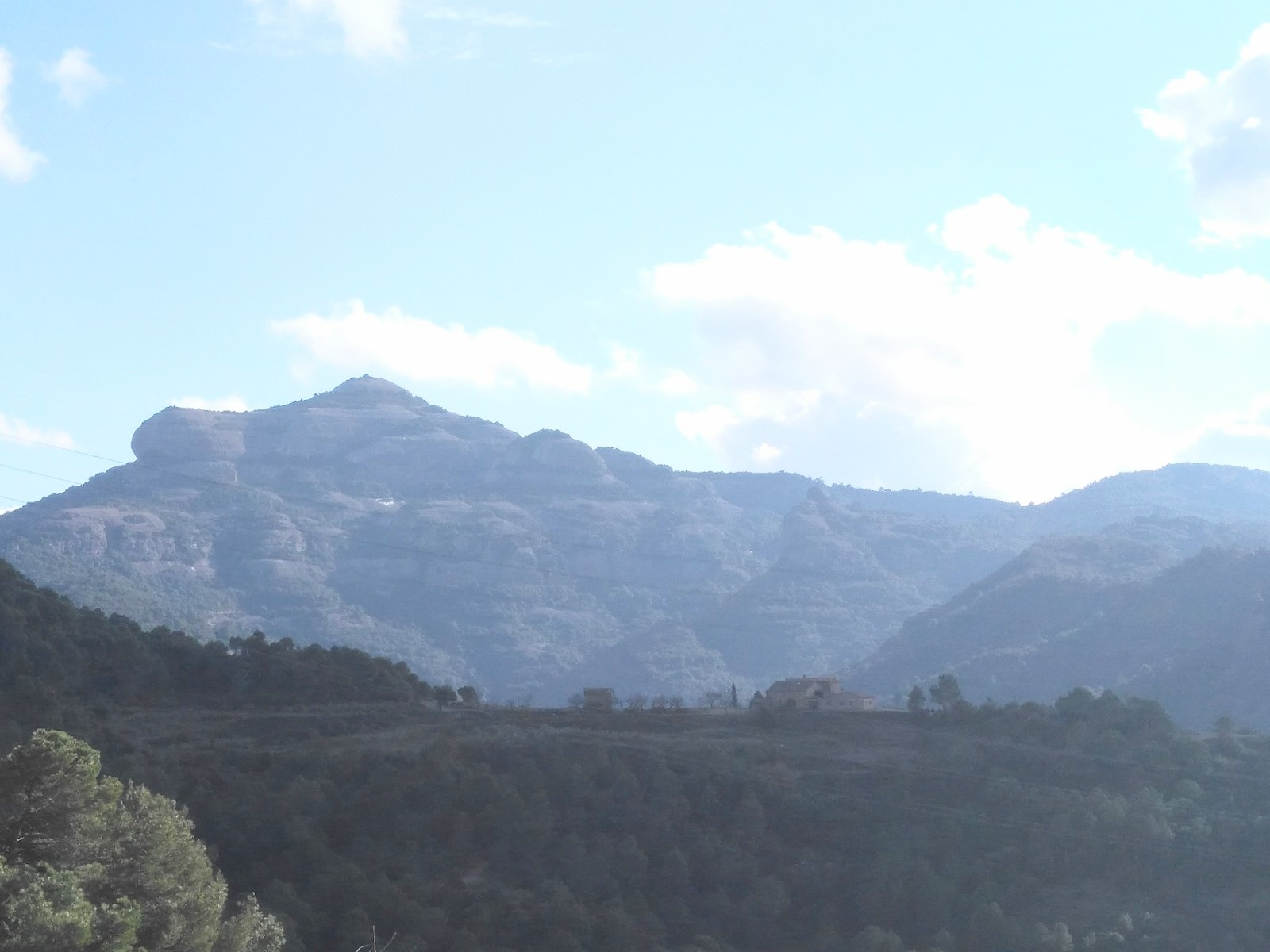
El Montcau i Sant Lleïr vist des del turó de Cantacorbs

És un edifici de planta baixa i dos pisos, el superior destinat a golfes. Està orientat a l'est, amb la porta d'arc de mig punt. La coberta és a dues vessants, de teula àrab. Els carreus són de mides diferents, i els de la part esquerra, més antiga, són més foscs.
Presenta una masoveria adossada, més nova, amb finestres construïdes amb arcs de totxo. Consta també d'un cobert afegit a la cara principal. Aquesta presenta dues finestres quadrades i tres espitlleres.
A la part de ponent, unes tines apareixen afegides al mur. La façana sud és obrada amb carreus desiguals i arrebossat, i en ser més assoleiada, presenta més obertures (portes i finestres). L'edifici disposa d'un carener sense canal. El conjunt resta avui malmès per l'estesa de línies d'alta tensió per la zona.

## Història
Es coneix l'existència d'aquesta masia des del segle xiv, tenint com a llinatge d'origen «Santlleïr». Actualment roman tancada i presenta senyals d'haver-se deshabitat.

## Capella de Sant Lleïr
La capella de Sant Lleïr és una capella dedicada al bisbe i màrtir Sant Lleïr que es troba a menys de 50 m a llevant de la masia homònima. Cada any, a l'agost, s'hi celebra l'«aplec de Sant Lleïr», en què es fa una trobada i una missa en un honor del sant.